# 联合国安全理事会第825号决议
联合国安全理事会第825号决议于1993年5月11日通过，这个决议是关于朝鲜民主主义人民共和国的。该决议呼吁朝鲜考虑其退出《核不扩散条约》的决定并允许国际原子能机构核查人员进入朝鲜。